# Oxyopes tiengianensis
Oxyopes tiengianensis är en spindelart som beskrevs av Alberto Barrion och James A. Litsinger 1995. Oxyopes tiengianensis ingår i släktet Oxyopes och familjen lospindlar.
Artens utbredningsområde är Vietnam. Inga underarter finns listade i Catalogue of Life.